# Quinto Fabio Vibulano (cónsul 467 a. C.)
Quinto Fabio Vibulano (en latín, Quintus Fabius M. f. K. n. Vibulanus) fue cónsul romano en tres ocasiones: 467 a. C., con Tiberio Emilio Mamerco, 465 a. C., con Tito Quincio Capitolino Barbato como colega y 459 a. C. con Lucio Cornelio Maluginense Uritino.

## Antecedentes
Hijo del cónsul Marco Fabio Vibulano. Según Tito Livio, él fue el único varón que pudo escapar de la masacre de su gens en la batalla de Crémera en 477 a. C., ya que era demasiado joven para ser enviado a la guerra, sin embargo por esta misma razón no se podría haber quedado en Roma, ya que toda su familia había migrado.

## Primer Consulado (467a.C.)
Fue cónsul con Tiberio Emilio Mamerco y apoya a los patricios contra los tribunos de la plebe. El cónsul Emilio realiza una enérgica defensa de la ley agraria, pero Fabio propone que las tierras a repartir deberían ser de la colonia fundada en Antium, que había sido conquistada por los romanos en el año anterior. Posteriormente marcharon contra los ecuos, los cuales solicitaron la paz, que les fue concedida, pero poco después se volvió a romper. (Liv. III. 1; Dionisio. IX. 59.)

## Segundo Consulado (465a.C.)
En este año Fabio fue cónsul por segunda vez con Tito Quincio Capitolino Barbato. Fue nombrado con objeto de continuar la guerra contra los ecuos, que aún se mantenía desde su primer consulado. Los embajadores que envió a los ecuos fueron tratados con desprecio, tanto que los romanos enfurecidos enviaron al otro cónsul Quincio con otro ejército consular en apoyo de su colega. 
Según Tito Livio los cónsules derrotaron a los ecuos, quienes se retiraron al monte Álgido, ubicado en su propio territorio, pero Dionisio dice que la batalla no fue decisiva, y puede estar en lo cierto, de conformidad con la posterior descripción del propio Tito Livio, en el que declara que los ecuos volvieron a hacer incursiones en territorio romano, en venganza por las devastaciones que Fabio había hecho en sus tierras (Liv. III. 2, 3; Dionisio. IX. 61.).

## Prefecto Urbano (462a.C.)
Tres años después, hacia 462 a. C., Fabio fue nombrado prefecto urbano, mientras los dos cónsules estaban ausentes de la ciudad. 
El tribuno Cayo Terentilio Arsa se aprovecha de la ausencia de los cónsules para proponer un decreto para el nombramiento de cinco comisionados, quienes deberían elaborar leyes para limitar el poder de los cónsules. Fabio, junto al resto del Senado, se opuso con tal vehemencia contra esta rogatio y su autor que, por consejo de sus propios colegas, Terentilio retiró su propuesta. (Liv. III. 9; Dionisio. IX. 69.)

## Tercer Consulado (459a.C.)
En 459 a. C. Fabio fue cónsul por tercera vez con Lucio Cornelio Maluginense Uritino. En este año derrotó a los volscos, que habían sitiado Antium, y también a los ecuos, que se habían apoderado de Tusculum. Por estas victorias celebró un triunfo a su regreso a Roma. En el año siguiente, (458 a. C.), cuando los dos cónsules en ejercicio marcharon con sus dos ejércitos en contra de los sabinos y ecuos, Fabio se quedó en Roma con un tercer ejército para la protección de la ciudad. Esto último es según el relato de Dionisio, mientras tanto Tito Livio señala que él era uno de los tres embajadores enviados en ese año a Cloelio Graco, el líder de los ecuos. (Liv. III. 22-25; Dionisio. X 20-22.)

## Decenviro (450a.C.)
En 450 a. C. Fabio fue elegido miembro del segundo decenvirato, y junto con sus colegas continuó ilegalmente en el poder en el año siguiente. 
Apio Claudio Craso y Fabio son los principales miembros del segundo decenvirato, apoyando Fabio a su colega en todos los actos. Cuando estalló la guerra contra ecuos y sabinos, Fabio fue nombrado para mandar el ejército romano con dos colegas, mientras que Apio Claudio permanecía en la ciudad. Fabio debió haber ordenado el asesinato del tribuno Lucio Sicio, que estaba sirviendo bajo sus órdenes, pero su nombre no se consigna en la narración. Esto probablemente se debe a que Tito Livio y Dionisio debieron transcribir su historia de Roma de los Anales de Fabio Píctor, en donde se exaltaban las virtudes de los Fabios y sus defectos eran omitidos. Después de la abolición de los decenviros y de la muerte de Apio Claudio y Opio, Fabio comparte el destino de sus restantes colegas; se fue al exilio y sus bienes fueron confiscados. (Liv. III. 35, 41, 58; Dionisio. X 58, xii. 23, 46.)

## Descendencia
Se señala que Quinto Fabio se casó con la hija de Numerio Otacilio de Malavento a causa de su riqueza, con la condición de que su primer hijo debía recibir el praenomen de su abuelo materno, y de esta manera, Numerio se convirtió en nombre de la gens Fabia. (Festus, sv Numerius).
Sin embargo, el mayor de sus dos hijos llevaba el nombre de Marco, y el más joven el de Numerio.